# Gelis stanfordensis
Gelis stanfordensis là một loài tò vò trong họ Ichneumonidae.